# Migdal Filmes
A Migdal Filmes é uma produtora brasileira que, nos últimos 15 anos, produziu mais de 30 títulos entre filmes e séries e levou ao cinema mais de 30 milhões de pessoas. Em seu portfólio estão a trilogia "Minha Mãe É Uma Peça" (2013, 2016 e 2019), fenômeno de público e crítica, cuja terceira parte alcançou o posto de filme mais lucrativo da história do cinema nacional; o drama premiado "Casa Grande"; as comédias "Linda de Morrer" e "Carlinhos e Carlão"; o aclamado documentário musical "Cássia Eller"; o fenômeno "Nosso Lar"; a biografia cinematográfica "Irmã Dulce"; "M-8 – Quando a Morte Socorre a Vida", vencedor de vários prêmios e o também premiado "As Polacas", entre muitos outros. Produziu para a TV as séries "As Canalhas" (GNT, três temporadas); "220 Volts" (Com Paulo Gustavo, Multishow, cinco temporadas), "Matches" (Warner Channel, três temporadas), "Body by Beth" (TNT/Max) entre outros títulos.

## História
A Migdal Filmes, criada há 15 anos pela produtora Iafa Britz, é referência no mercado audiovisual e já bateu diversos recordes de bilheteria. A produtora equilibra em seu currículo entretenimento com impacto social. Com sucessos de crítica e público, a Migdal vem desenvolvendo franquias e IPs (Intellectual Properties) importantes em parceria com grandes players e talentos.

#### Cinema
- 2024 - As Polacas, de João Jardim
- 2024 - Nosso Lar 2: Os Mensageiros, de Wagner de Assis – Coprodução com a Cinética Filmes
- 2023 - La Situación, de Tomás Portella
- 2021 - Amarração do Amor, de Caroline Fioratti

- 2020 - Carlinhos e Carlão, de Pedro Amorim
- 2020 - M8 - Quando a Morte Socorre a Vida, de Jeferson De
- 2019 - Minha Mãe É uma Peça 3, de Susana Garcia

- 2018 - Intimidade Entre Estranhos, de José Alvarenga Jr.
- 2017 - Duas de Mim, de Cininha de Paula
- 2016 - Minha Mãe É uma Peça 2, de César Rodrigues
- 2016 - Mundo Cão, de Marcos Jorge - Coprodução com a Zencrane Filmes

- 2015 - Linda de Morrer, de Cris D'Amato
- 2015 - Cássia Eller, de Paulo Fontenelle

- 2015 - Casa Grande, de Fellipe Gamarano Barbosa

- 2014 - Irmã Dulce, de Vicente Amorim
- 2013 - Minha Mãe É uma Peça, de André Pellenz
- 2012 - Totalmente Inocentes, de Rodrigo Bittencourt
- 2010 - Nosso Lar, de Wagner de Assis – Coprodução com Cinética Filmes

#### TV
- 2025 - Capoeiras, de Tomás Portella
- 2024 - Body by Beth, de Gigi Soares e Alice Demier

- 2020 - 2024 - Matches (série), de Calvito Leal e Eduardo Vaisman (1ª temporada), Anita Barbosa e Manuh Fontes (2ª temporada)

- 2015 - Mais Cor Por Favor
- 2014 - Paulo Gustavo na Estrada
- 2013 - De Volta Pra Pista, de Pedro Amorim
- 2014 - 2015 - Alucinadas,

idealizada por Luciana Fregolente e Renata Castro Barbosa
- 2013 - 2015 - As Canalhas – 3 Temporadas, de Vicente Amorim

- 2012 - 2015 - Música.Doc – 2 Temporadas

- 2012 - O Fantástico Mundo de Gregório, de Ian SBF e Gustavo Chagas
- 2011 - Até Que Faz Sentido, de Elisabetta Zenatti e César Rodrigues